# Thuróczy Károly (orvos)
Alsóköröskényi és turócszentmihályi Thuróczy Károly (Alsóköröskény, 1850. december 7. – Alsóköröskény, 1909. december 10.) királyi tanácsos, Nyitra vármegye főorvosa.

## Élete
Thuróczy János (1808-1891) Nyitra vármegyei táblabíró fia. Felesége Tóth Erzsébet, Tóth Vilmos belügyminiszter lánya volt. Thuróczy János apja, Thuróczy Vilmos (1843-1921) főispán öccse.
Középiskoláit Nyitrán, Esztergomban, Nagyszombatban és Pozsonyban végezte, majd a Bécsi Egyetemen tanult. 1874-ben orvosdoktori oklevelet szerzett, majd ugyancsak Bécsben mint tanársegéd működött. A védkötelezettségnek megfelelve, 1876-ban Nyitrán telepedett le és még ugyanazon évben a központi járás orvosává választották meg. 1878-ban Bosznia megszállásakor a hadjáratban előbb mint egy gyalogezred főorvosa, később mint a szarajevói tábori kórház osztályfőnöke vett részt. 1881-ben hazatérve a nyitrai közkórház igazgatójává s ugyanazon évben a törvényszéki fogház orvosává nevezték ki. 1883-től tiszteletbeli vármegyei főorvos, 1884-ben az országos közegészségi tanács rendkívüli tagja, 1885-ben helyettes vármegyei főorvos, 1889-től törvényszéki orvos lett. 1890. január 1-vel pedig a közkórházi igazgató-orvosi állástól megválva, vármegyei főorvosnak nevezték ki. 1895-ben királyi tanácsosi címet kapott. 1898-ban az igazságügyminiszter a törvényszéki orvosi vizsgálóbizottság tagjává nevezte ki.
Az országos közegészségügyi tanács és a királyi törvényszéki orvosokat vizsgáló bizottság tagja, több jótékony egyesület elnöke. Vadászatai eredményéből a Nyitrai Piarista Gimnázium természetrajzi gyűjteményeit is gyarapította.

## Elismerései
- A Magyar királyi belügyminiszter közhasznú tevékenységéért két ízben elismerésével tüntette ki.

## Művei
- 1882-1885 Kimutatás a nyitramegyei közkórház 1881., 1882., 1883. és 1884. évi betegforgalmáról. Nyitra. (Négy füzet)
- 1904-1905 Jelentés a «nyitrai ingyen tej» első és második évi működéséről. Nyitra. (Két füzet)
- 1895 Nyitra vármegye közgazdasági és közművelődési állapota. Nemzetgazdasági Szemle
- 1896 Nyitra megye. Magyar Tudományos Akadémia. Budapest.
- 1897 Magyarország közegészségügyi statisztikája. Budapest, 1897.

Több szaklapba és a megyei lapokba írt cikkein kívül a Pallas nagy lexikona számára megírta Nyitra vármegye történetét. A magyar orvosok és természetvizsgálók 1897. évi trencséni vándorgyűlésén emlékbeszédet tartott Kovács József és Poór Imre doktorok felett és az 1896. milleniumi kongresszuson értekezett Magyarország egészségügyi statisztikájáról. Az 1897. évi moszkvai kongresszusra beküldte az Alkoholizmusról szóló értekezését. Értekezett a kórházak építéséről, a roncsoló toroklob ellen használt vérsavó oltások eredményeiről, a kisebb falusi községek közegészségéről és közigazgatásáról, a községek lakószáma és halálozási aránya közötti viszonyról. Ő írta meg a „Magyarország Vármegyéi és Városai” IV. kötete számára a „Nyitravármegye földrajza”, „Nyitravármegye mezőgazdasága”, „Nyitravármegye egészségügye és fürdői” és „Nyitravármegye Hitelügye” című fejezeteket.